# Ignacy Antoni Błeszyński
Ignacy Antoni Błeszyński (ur. 1840; zm. 1864) – porucznik finladzkiego pułku piechoty armii Imperium Rosyjskiego, oficer wojsk powstańczych z 1863.

## Życiorys
Urodził się w 1840 w Rogoźniku, w szlacheckiej rodzinie Błeszyńskich herbu Oksza. Był synem Józefa i Izabeli z Malczewskich herbu Tarnawa. Został osierocony w dzieciństwie, opiekę nad nim przejął daleki krewny, urzędnik niskiej rangi z Petersburga, który umieścił go korpusie kadetów w Tule a potem w Orle. Ukończył szkołę oficerską, od 1860 był oficerem finlandzkiego pułku piechoty, w randze porucznika. W 1861 podczas urlopu przebywał w Warszawie, był świadkiem manifestacji patriotycznych. Prawdopodobnie w tym czasie związał się z organizacjami spiskowymi. W 1862 zdezerterował z macierzystego pułku. W 1863, po wybuchu powstania styczniowego, był adiutantem gen. Józefa Wysockiego, który organizował wówczas wyprawę na Wołyń. Następnie został skierowany w kaliskie, pomagał Oxińskiemu w organizacji oddziału. Potem oddelegowano go do powiatu piotrkowskiego, z zadaniem tworzenia niewielkich oddziałów powstańczych, ekwipowania ich w broń i odzież oraz organizowania łączności z nimi. Oddziały te miały być rodzajem rezerwy, utrzymywanej w gotowości bojowej, tak aby w razie potrzeby mogły być przerzucone, jako uzupełnienie walczących wojsk powstańczych. Jeden z takich oddziałów utworzył, wspólnie z Józefem Turczynowiczem, w lasach lubieńskich k/Rozprzy. Do jego zadań należało też, zbieranie informacji o rannych i chorych powstańcach i o miejscach gdzie byli ukrywani i leczeni. Podczas działalności w województwie kaliskim, Błeszyński posługiwał się nazwiskiem Malczewski. Ścigany przez Rosjan ukrywał się w dworach szlacheckich, przez dłuższy czas przebywał w majątku Buczyńskich w Ciężkowicach.

Wigilię 1863 spędzał w Wielgomłynach, był gościem Józefa i Franciszki Gierowskich. Wieczorem dwór został otoczony przez kozaków, po rewizji i znalezieniu w bagażu Błeszyńskiego biało-czerwonej oficerskiej szarfy powstańczej z napisem Śmierć albo Zwycięstwo oraz kilku koszul powstańczych, aresztowano wszystkich obecnych. Błeszyński jako Malczewski, Jan Szubert (łącznik powstańczy) oraz Stanisław Lipiński zostali odstawieni wpierw do Maluszyna, potem do Koniecpola a po dwóch tygodniach koleją do Piotrkowa, na dalsze śledztwo. W tym czasie wyszła na jaw prawdziwa tożsamość Błeszyńskiego, rozpoznał go porucznik Konstanty Dubelt z garnizonu w Częstochowie, dawny kolega z Orłowskiego Korpusu Kadetów. Podczas przesłuchań Błeszyński miał oświadczyć:

Byłem oficerem ruskim nie przestawszy być Polakiem, a jako taki porzuciłem służbę i przyszedłem upomnieć się o prawa swego kraju

Po ponad dwumiesięcznym śledztwie został skazany na śmierć. Wyrok wykonano 5 marca 1864, razem z nim stracono księdza Ignacego Mosińskiego i Panteleja Suchoja, szeregowca z armii carskiej, który walczył po stronie powstańców.